# 上里韦拉
上里韦拉（西班牙語：Ribera de Arriba）是西班牙阿斯图里亚斯的一个市镇。总面积22平方公里，总人口1979人（2001年），人口密度90人/平方公里。